# Henry Morrison Flagler
Henry Morrison Flagler (Hopewell, Nueva York, 2 de enero de 1830 - Palm Beach, Florida, 20 de mayo de 1913) fue un empresario estadounidense. Como industrial, intervino en la fundación de la Standard Oil, y contribuyó decisivamente al desarrollo del estado de Florida. Se le considera el fundador de las ciudades de Miami y de Palm Beach.

## Biografía
Henry Flagler nació en Hopewell, en el estado Nueva York. Era hijo de Elizabeth Caldwell Morrison Harkness y del reverendo Isaac Flagler, un modesto sacerdote presbiteriano, aunque la familia Harkness gozaba de una buena posición en los Estados Unidos.
Dejó el hogar familiar a los 14 años de edad para trabajar en una de las tiendas de sus primos en Bellevue (Ohio), por un salario de 5 dólares al mes más vivienda. En 1849 se convirtió en gerente de ventas de la pequeña empresa, y ya ganaba 400 dólares al mes. Dejó Bellevue y fundó en 1862 con su hermanastro la Flagler & York Salt Company, dedicada a la extracción y venta de sal en la localidad de Saginaw. Con el final de la Guerra de Secesión en 1865 se redujo la demanda de sal, y la empresa se declaró en quiebra. Lleno de deudas, regresó a Bellevue.

### Standard Oil

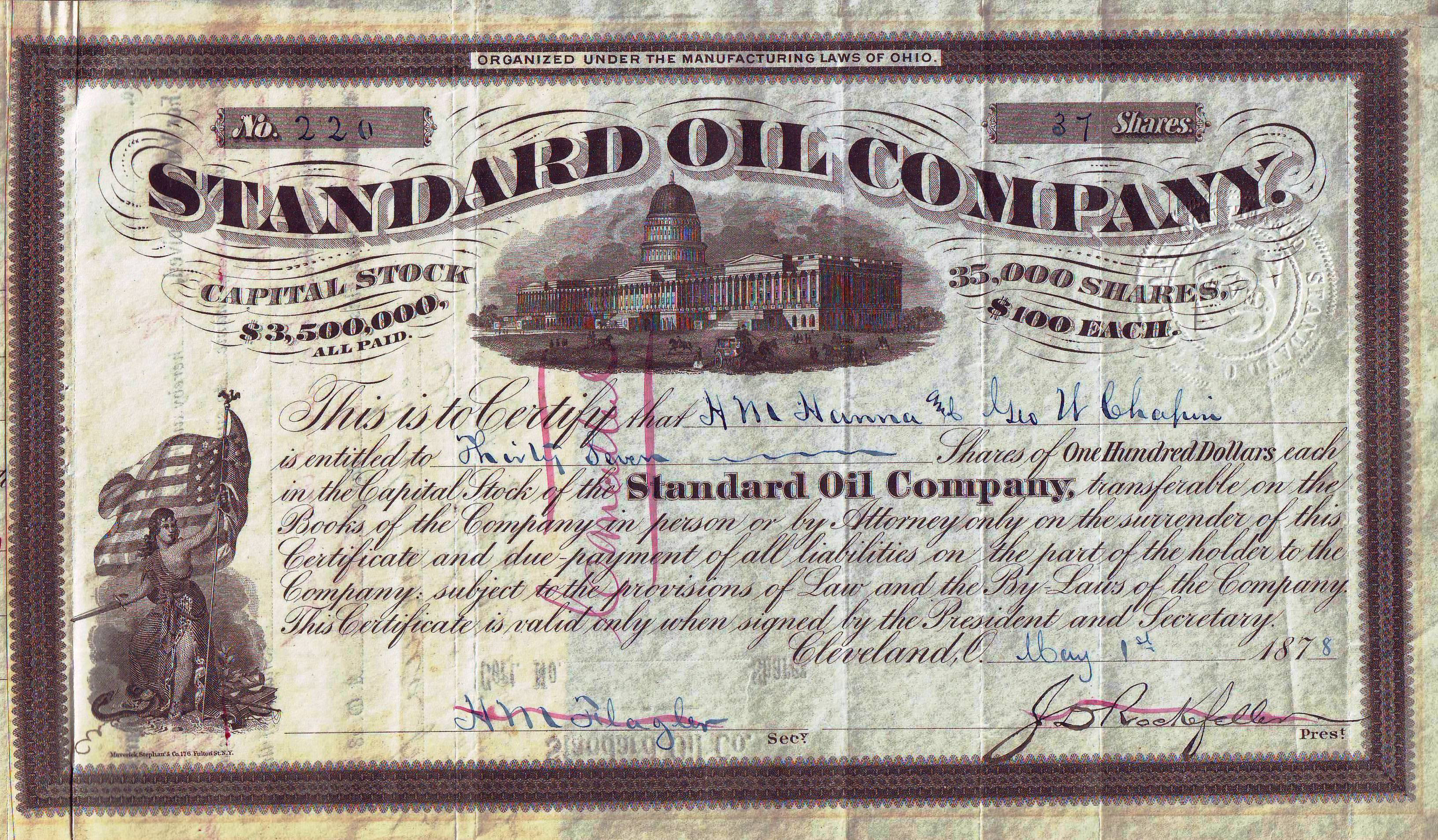
Acción de la Standard Oil Company, fechada e 1 de mayo de 1878

En Bellevue, Flagler se convirtió en mayorista de cereales. Aquí es donde coincidió con el distribuidor de granos John D. Rockefeller. Este último había estado interesado desde 1863 en el refinado del petróleo y estaba pensando en aprovechar el auge económico de la región de Cleveland. En busca de nuevo capital, le propuso a Flagler que se convirtiera en su socio en 1867. Este último obtuvo 100.000 dólares de la familia Harkness y se convirtió en miembro de la sociedad Rockefeller, Andrews & Flagler. Esta asociación iría creciendo dentro de la corporación de la Standard Oil. Flagler lanzó la idea de hacer rebajas en las ventas a los clientes de la compañía, lo que convirtió a la empresa en imbatible en comparación con sus competidores. En 1877, la Standard Oil trasladó su sede a Nueva York y Flagler se mudó allí al mismo tiempo.

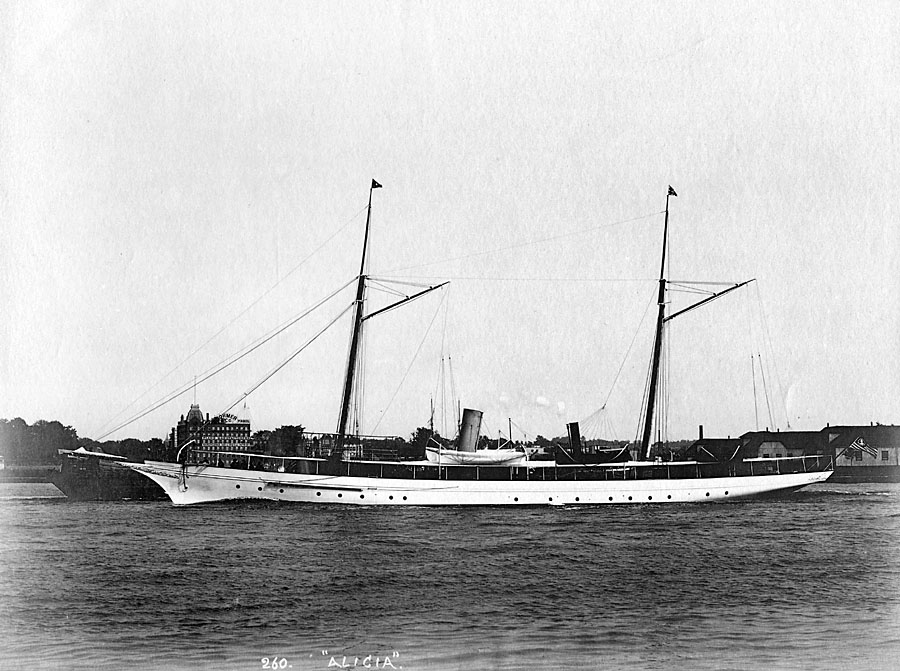
El yate Alicia de 48 metros, construido en 1890 por Harlan and Hollingsworth de Wilmington, Delaware

Hacia 1892, la Standard Oil tenía el monopolio de todas las refinerías de petróleo en los Estados Unidos. En un cálculo general de los activos y el capital de las refinerías de petróleo de Estados Unidos, Standard Oil superaba a todas las demás. Los activos combinados de Standard Oil equivalían aproximadamente a casi 43 millones de dólares en Indiana, Kentucky, Nueva Jersey, Nueva York y Ohio. También tuvo la mayor capitalización bursátil, totalizando 26 millones de dólares. La historia de los primeros tiempos del refinado del petróleo en los Estados Unidos la protagonizaron en gran parte Henry Morrison Flagler y su socio comercial y amigo, John D. Rockefeller, mientras construían el mayor monopolio del petróleo, el más próspero y rentable imperio de su tiempo: la Standard Oil.
La compañía tenía los mismos dueños principales: Rockefeller, Andrews, Flagler y algunos de sus principales socios comerciales, entre los que figuraba el hermano de Rockefeller, William. La Standard Oil monopolizó rápidamente los Estados Unidos. Aunque era una sociedad con un influyente consejo de administración, Flagler es considerado como el cerebro detrás del floreciente negocio del refinado de petróleo. "Cuando se le preguntó a John D. Rockefeller si la compañía Standard Oil era el resultado de sus ideas, respondió: 'No, señor. Me gustaría tener el cerebro capaz de tener una idea semejante. Fue Henry M. Flagler'". Flagler formó parte activamente de la Standard Oil hasta 1882. John Dustin Archbold, conocido por ser más agresivo, fue contratado por los Rockefeller, y Flagler dio un paso atrás para tomar un papel secundario en la compañía, aunque ocupó la vicepresidencia hasta 1908 y fue parte de la propiedad hasta 1911.

### Florida: hoteles y ferrocarriles

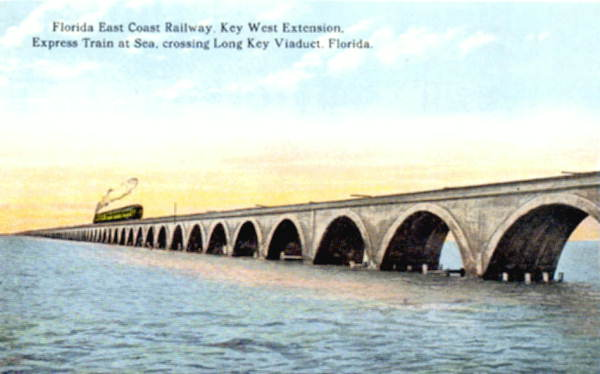
Florida East Coast Railway, viaducto de Long Key, Florida. Foto de la Colección Fotográfica de Florida

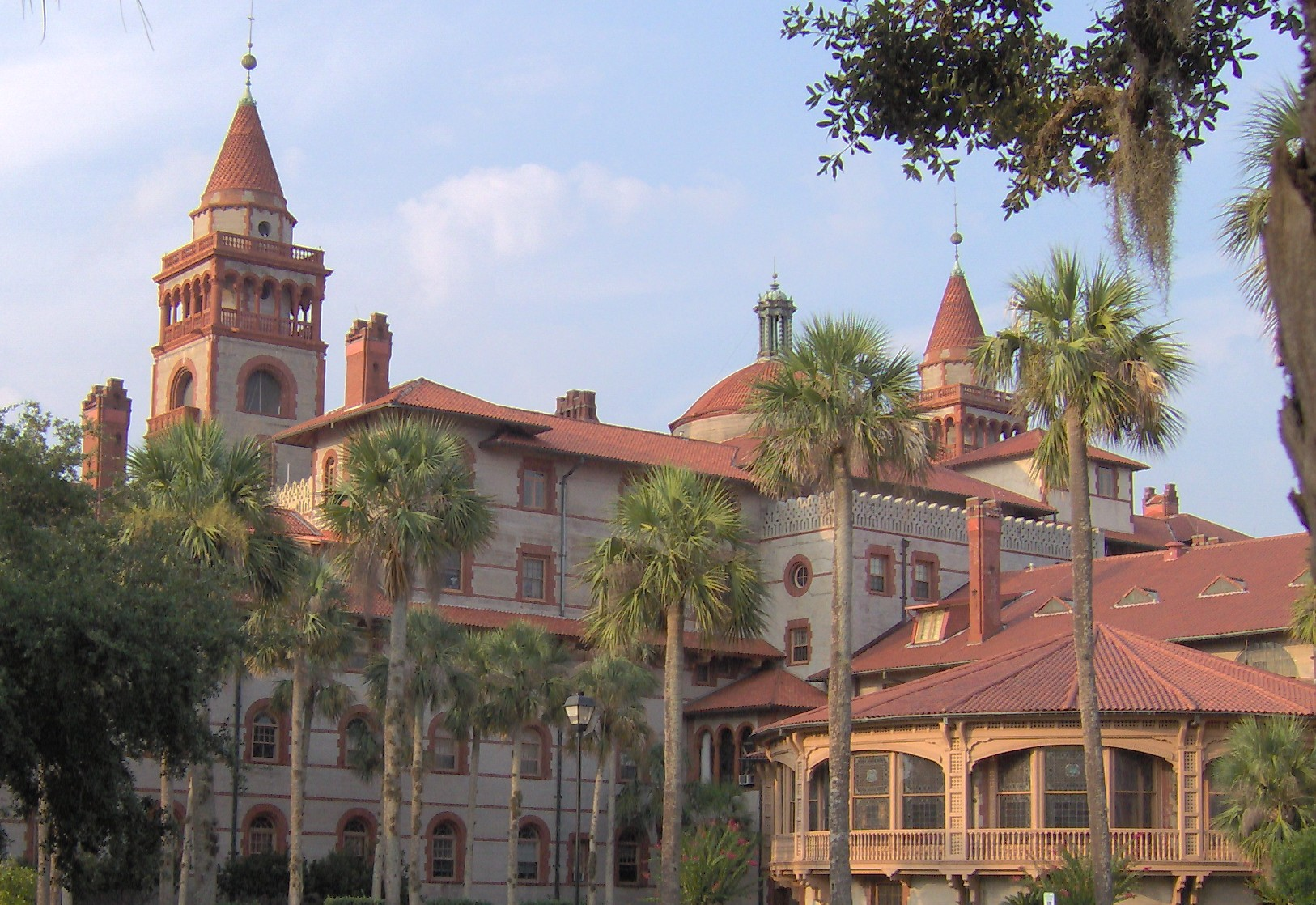
Hotel Ponce de León, actualmente el Flagler College

En 1878, siguiendo el consejo de su médico, Flagler hizo un viaje con su esposa Mary (Harkness) Flagler, que sufría una enfermedad respiratoria. La pareja viajó a Jacksonville durante el invierno. Su esposa morirá tres años después y Flagler se casaría en segundas nupcias con su enfermera, Ida Alice (Shourds) Flagler. Ida, afectada por trastornos mentales, fue internada en un manicomio en 1897.
Durante su viaje a Florida, Flagler encontró el área encantadora, pero el sistema hotelero y el sistema de transporte eran deplorables, aunque estaba seguro de que la región tenía potencial para atraer a muchos turistas. Todavía con la Standard Oil, se instaló en Florida para hacer negocios desde allí. En 1885 construyó el lujoso Hotel Ponce de León en San Agustín (Florida). Paralelamente, desarrolló el sistema de transporte ferroviario que luego se convertirá en el Florida East Coast Railway.
El hotel Ponce de León se convirtió rápidamente en un éxito comercial, lo que animó al empresario a invertir en bienes raíces locales. Construyó líneas ferroviarias para llegar al sur de Florida, anteriormente aislado. Más adelante construyó el Hotel Royal Poinciana (de 1100 habitaciones) en la ubicación actual de Palm Beach y creó una línea de ferrocarril a la cercana ciudad de West Palm Beach. En 1894, el poblado pasó a ser la ciudad de Palm Beach, donde abrió más hoteles.
En los años siguientes, continuó prolongando sus líneas de ferrocarriles en la región de Miami, lo que permitió que esta región se desarrollara y viera el nacimiento de la importante ciudad. Su compañía, la Florida East Coast Railway llegó a la bahía Vizcaína en 1896. Los habitantes propusieron nombrar la ciudad Flager para homenajearle, pero rechazó la propuesta y sugirió nombrarla de acuerdo con el término nativo americano Mayaimi. En 1897, Flagler abrió el Royal Palm Hotel. Con el paso del tiempo, se le consideró uno de los "padres fundadores" de la ciudad de Miami.
Flagler, de 71 años, se divorció y se casó otra vez, con Mary Lily Kenan de Carolina del Norte. Su segunda esposa había sido declarada demente. En 1905 decidió extender su línea de ferrocarril a Cayo Hueso. Quería aprovechar la posición de la ciudad para hacer negocios con América Latina y Cuba, pero también beneficiarse indirectamente de la intención de los Estados Unidos de construir el canal de Panamá. De hecho, este canal promovería el comercio en la región, ya que Cayo Hueso era el puerto de aguas profundas más cercano de Estados Unidos al Canal. En 30 años, Flagler invirtió casi 50 millones de dólares en la región.

## Muerte y legado

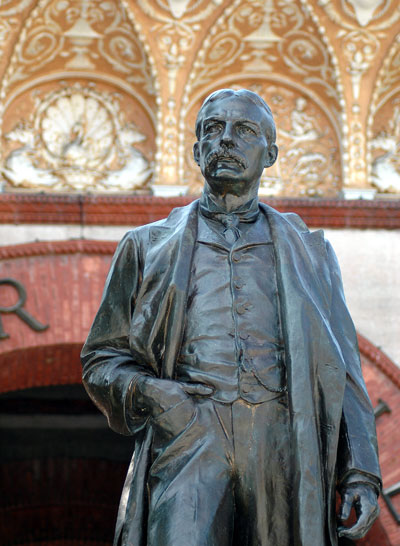
Estatua de Henry Flagler en el Flagler College de San Agustín (Florida)

En 1913, Flagler se cayó por una escalera, y ya no se recuperaría, falleciendo en Palm Beach el 20 de mayo a la edad de 83 años. Está enterrado en San Agustín con su hija Jenny Louise y su primera esposa, Mary Harkness. Flager fue un visionario, intuyendo inmediatamente el potencial de Florida. Para él, el país pantanoso que era Florida podría convertirse en un área desarrollada especialmente en el sector turístico.
El Flagler College lleva este nombre en su honor, al igual que el condado de Flagler y la ciudad de Flagler Beach. En Palm Beach se encuentra el Flagler Museum.
La última porción de la línea de ferrocarril a Cayo Hueso fue dañada por un huracán en 1935 y la compañía ya no podía permitirse el lujo de reconstruirla. Los puentes que sobrevivieron a la tormenta se vendieron al estado de Florida, que los utilizó para construir la carretera Overseas Highway a Cayo Hueso a través de un impresionante sistema de viaductos.